# Suchodół Włościański (gromada)
Suchodół Włościański (od 31 XII 1961 Kupientyn) – dawna gromada, czyli najmniejsza jednostka podziału terytorialnego Polskiej Rzeczypospolitej Ludowej w latach 1954–1972.
Gromady, z gromadzkimi radami narodowymi (GRN) jako organami władzy najniższego stopnia na wsi, funkcjonowały od reformy reorganizującej administrację wiejską przeprowadzonej jesienią 1954 do momentu ich zniesienia z dniem 1 stycznia 1973, tym samym wypierając organizację gminną w latach 1954–1972.
Gromadę Suchodół Włościański z siedzibą GRN w Suchodole Włościańskim utworzono – jako jedną z 8759 gromad na terenie Polski – w powiecie sokołowskim w woj. warszawskim, na mocy uchwały nr VI/10/21/54 WRN w Warszawie z dnia 5 października 1954. W skład jednostki weszły obszary dotychczasowych gromad Chmielnik, Hołowienki, Jadwisin, Kupiętyn, Suchodół Włościański, Suchodół Szlachecki, Suchodół-Pieńki, Suchodół-Klepki i Wymysły ze zniesionej gminy Sabnie w tymże powiecie. Dla gromady ustalono 18 członków gromadzkiej rady narodowej.
31 grudnia 1961 do gromady Suchodół Włościański włączono wsie Nieciecz-Dwór i Kupientyn z gromady Sabnie w tymże powiecie; z gromady Suchodół Włościański wyłączono natomiast (a) wsie Chmielnik i Suchodół-Pieńki, włączając je do gromady Skibniew-Podawce, (b) wieś Hołowienki, włączając ją do gromady Sabnie oraz (c) wieś Wymysły, włączając ją do gromady Zembrów – w tymże powiecie, po czym gromadę Suchodół Włościański zniesiono, przenosząc siedzibę GRN z Suchodołu Włościańskiego do Kupientyna i zmieniając nazwę jednostki na gromada Kupientyn.